# Chinolinová žluť
Chinolinová žluť (též chinolinová žluť WS, CI 47005 nebo potravinářská žluť 13) je žluté potravinářské barvivo. Jedná se v zásadě o směs mono-, di- a trisulfonátů 2-(2-chinolyl)indan-1,3-dionu.
Příbuzným barvivem je chinolinová žluť SS (SS = Spirit Soluble, tedy rozpustná v alkoholu), která postrádá sulfonátové skupiny a je nerozpustná ve vodě.

## Použití
Chinolinová žluť se používá jako nazelenale žluté potravinářské barvivo. Jako potravinářská přídatná látka se označuje kódem E104.

## Účinky na zdraví
Studie objednaná britskou Food Standards Agency zjistila, že směs potravinářských barviv a konzervantů zvyšuje míru hyperaktivity a deficitu inteligence u dětí, není však jasné, která složka by mohla být za tyto účinky odpovědná. Chinolinová žluť je jedním z barviv, které Hyperactive Children's Support Group doporučuje vyloučit z výživy dětí.
Britská vláda schválila zákaz šesti barviv od roku 2009.
Evropský úřad pro bezpečnost potravin v září 2009 snížil přijatelný denní příjem (ADI) chinolinové žluti z 10 mg/kg na 0,5 mg/kg.
U chinolinové žluti byly hlášeny případy genotoxicity, dermatitidy, kopřivky a rhinitidy. Barvivo může také zvyšovat příjem hliníku nad tolerovatelný týdenní příjem (TWI) 1 mg/kg. Proto by měl být limit pro hliník náležitě upraven. Také panel EFSA zmínil, že limit JECFA pro olovo je ≤ 2 mg/kg, kdežto limit určený Evropskou komisí je ≤ 10 mg/kg.